# Zigeunermauer
Das Naturdenkmal Zigeunermauern im Naturpark Mühlviertel in der Marktgemeinde St. Thomas am Blasenstein in Oberösterreich ist eine Felsformation mit natürlich überdeckten Höhlen und Verstecken sowie dem sogenannten Opfertisch im zeltförmigen Zugang. Nördlich davon und unterhalb im Wald findet man Wasserquelle und Bildstock Augenbründl.

## Beschreibung
Die Zigeunermauern liegen in der Ortschaft Kleinmaseldorf. Sie bilden das größte von sechs Naturdenkmalen in der Marktgemeinde St. Thomas.
Es handelt sich um eine für das Mühlviertel typische charakteristische Felsformation, die man in der Fachsprache Wollsackverwitterung nennt.
Die Zigeunermauern bestehen aus Weinsberger Granit und verleihen dem Landschaftsbild auf Grund ihrer Größe und Eigenart ein besonderes Gepräge. Sie wurden daher am 4. August 1988 mittels Bescheid des Landes Oberösterreich als Naturdenkmal eingestuft und unter Schutz gestellt. Naturschutzbuch-Nummer nd 393 (Listeneintrag).
Mehrere Zugangswege führen ausgehend vom befestigten Güterweg zum Gehöft Kleinmaseldorf Nr. 5 (Grossberger) kurz ansteigend durch den Wald hinauf zur Felsformation am Gipfelpunkt auf 744 m.

## Versteck Zigeunermauer
In den Höhlen und Verstecken der Zigeunermauern soll sich früher des Öfteren fahrendes Volk aufgehalten haben. Darunter auch die Bande des legendären Räubers Johann Georg Grasel (hingerichtet in Wien 31. Januar 1818).

## Bildstock Augenbründl
Weiter nördlich und 150 Höhenmeter unter den Zigeunermauern gelegen findet sich im Wald neben einem Fahrweg der Bildstock Augenbründl. Der dortigen Wasserquelle werden Heilkräfte bei Augenleiden nachgesagt. Das frühere Holzkreuz ersetzt nun ein Bildstock mit dem Mosaikbild der Heiligen Odilia. Renoviert 1967 (Lage, Gemeindegebiet von Pierbach). Mehrere steile Wege und Wegspuren verbinden Zigeunermauern und Augenbründl.

## Bildergalerie

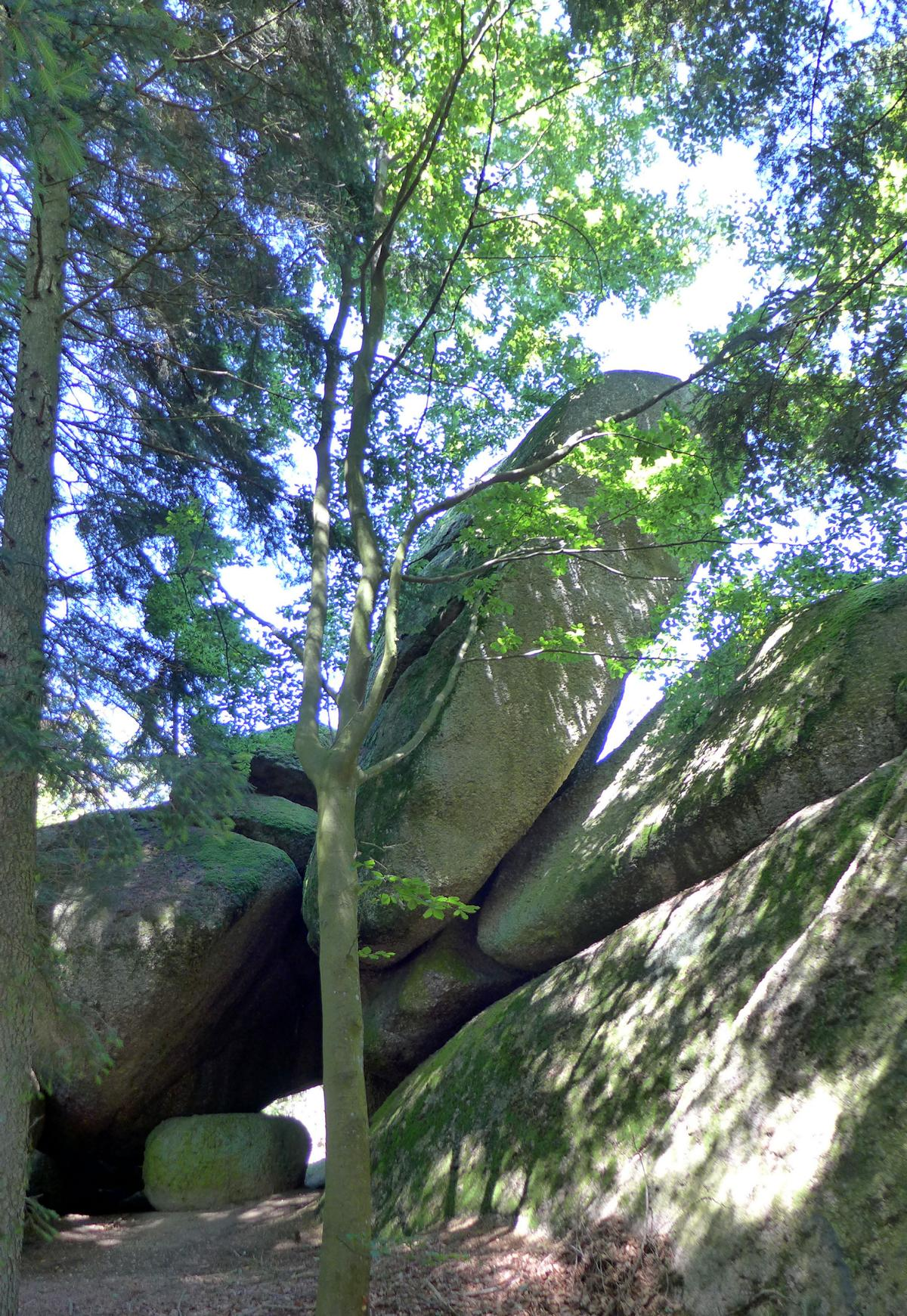
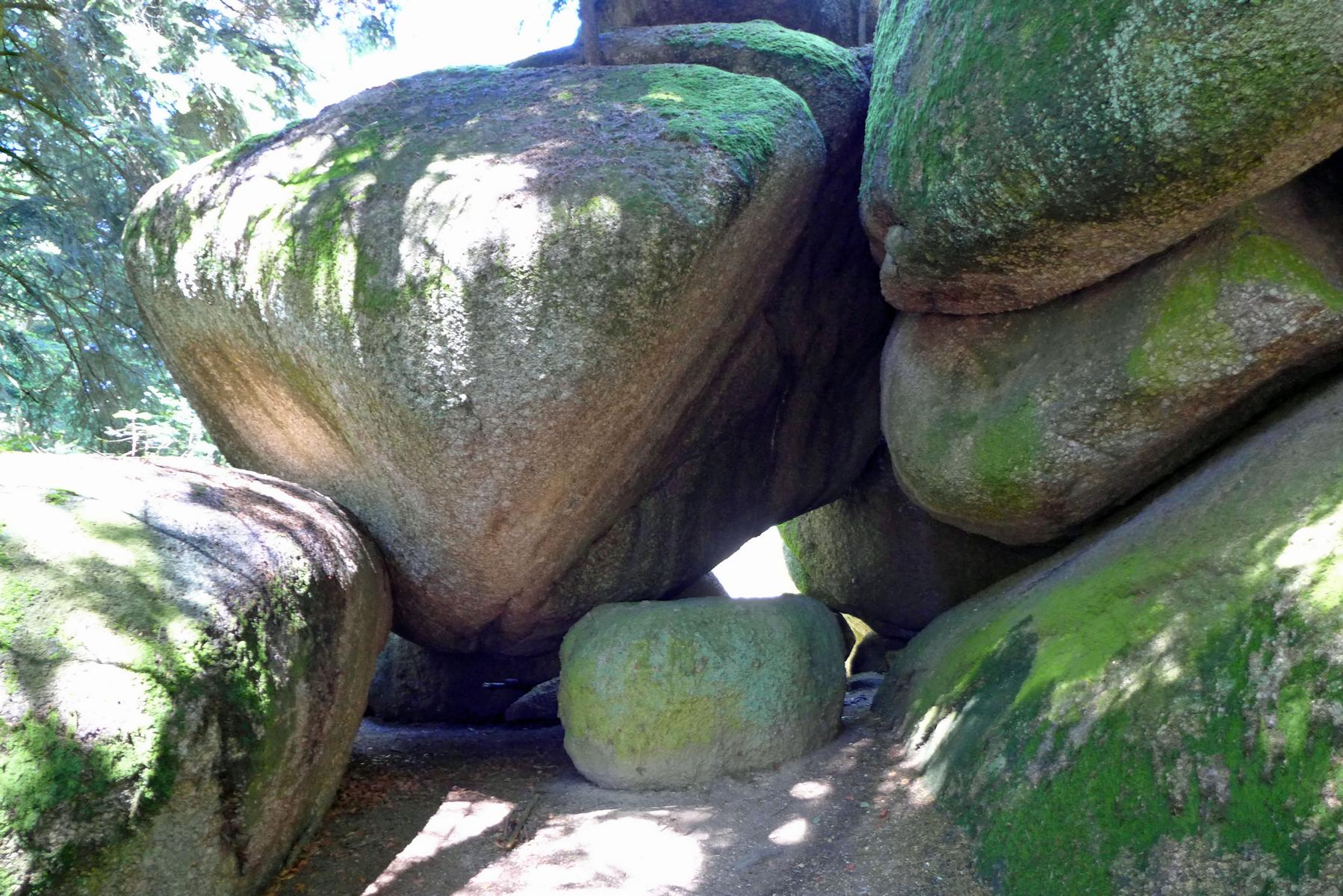
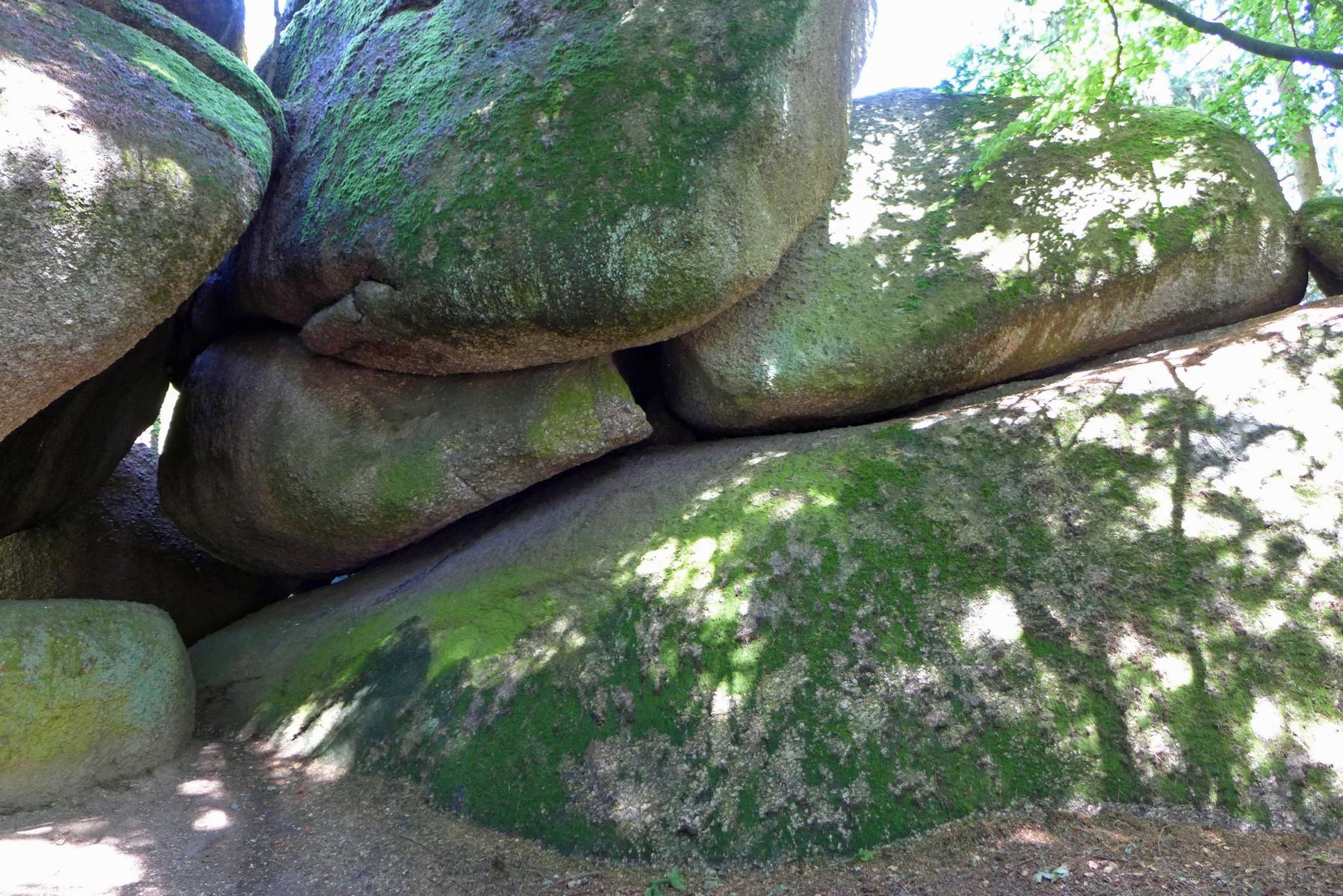
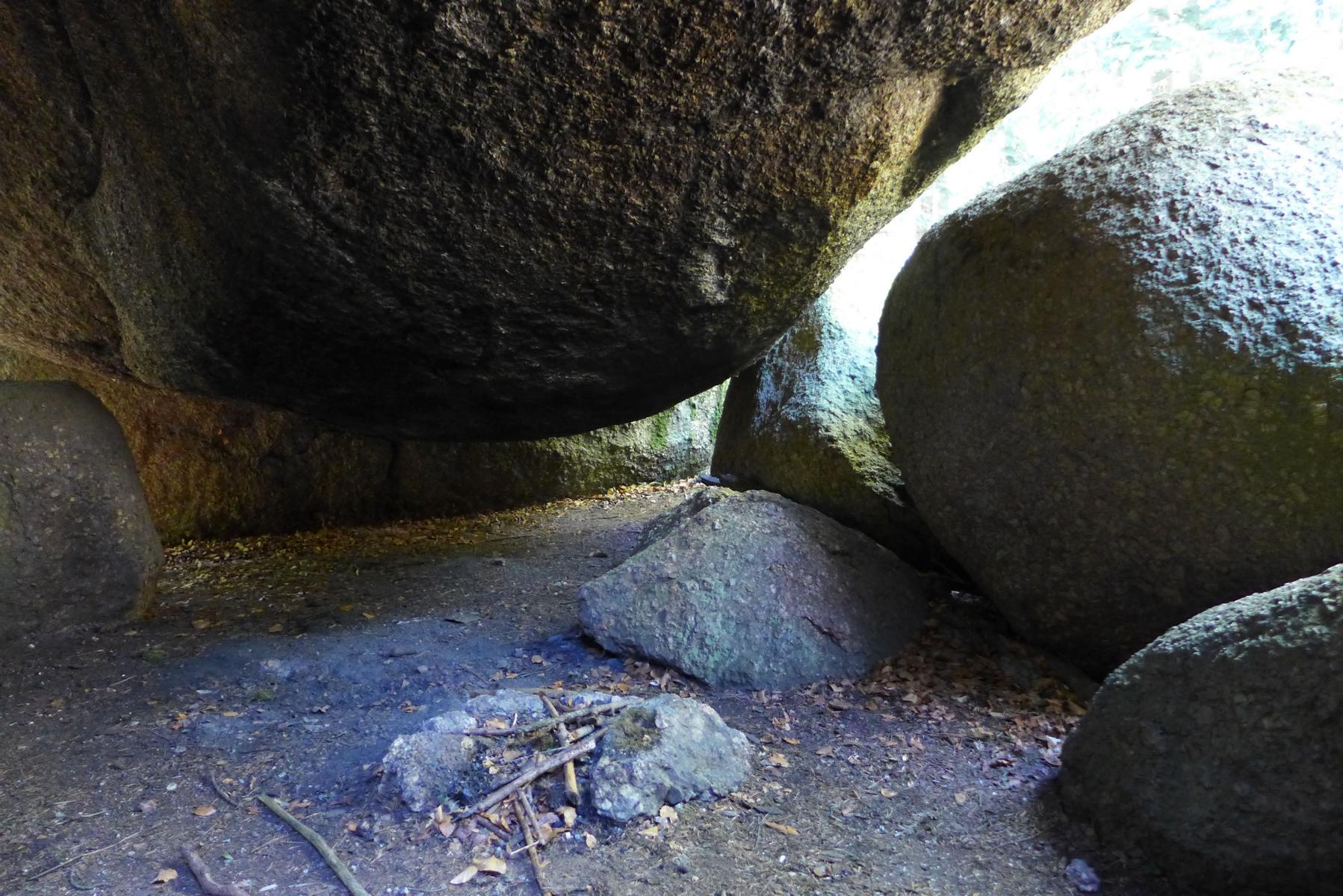
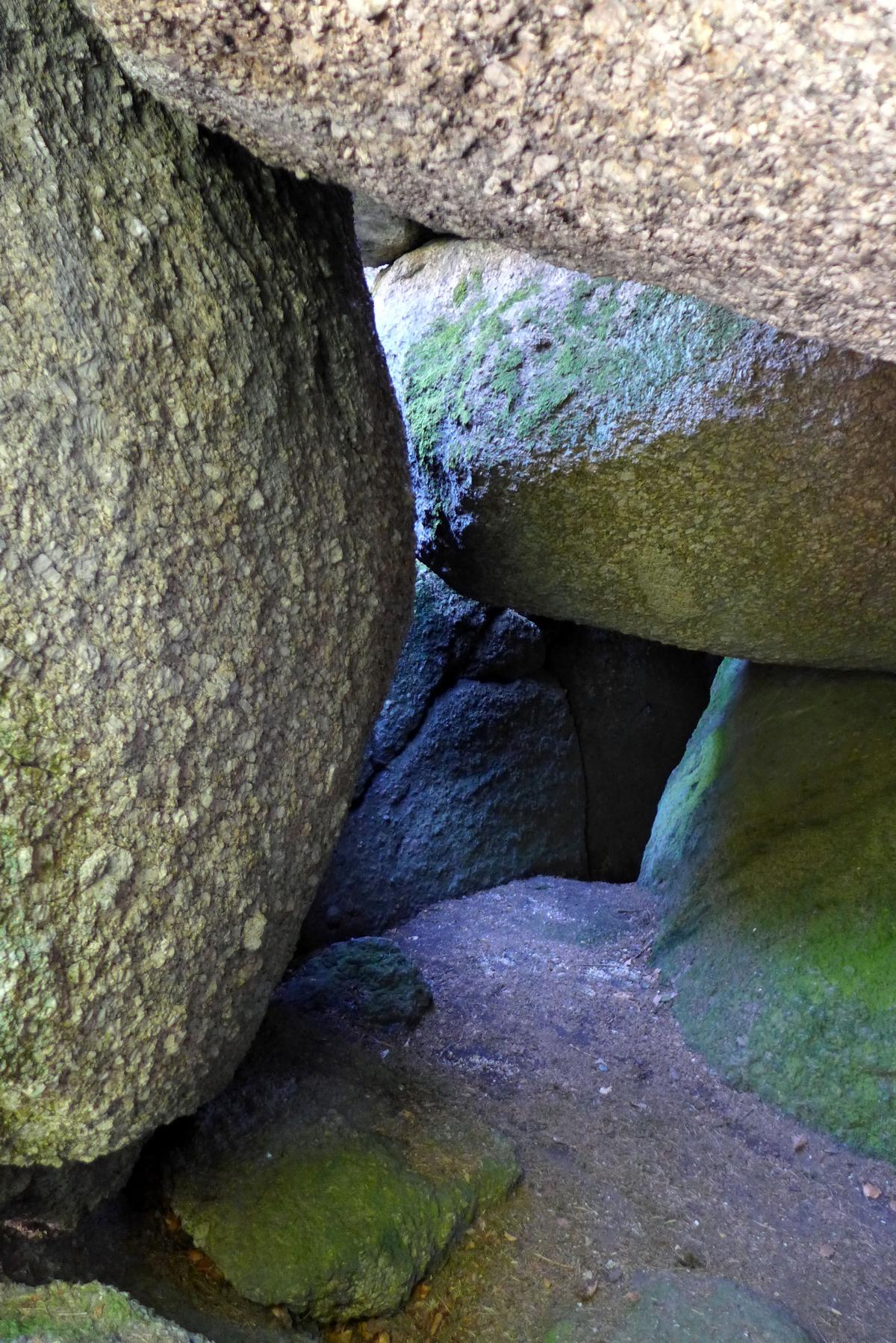
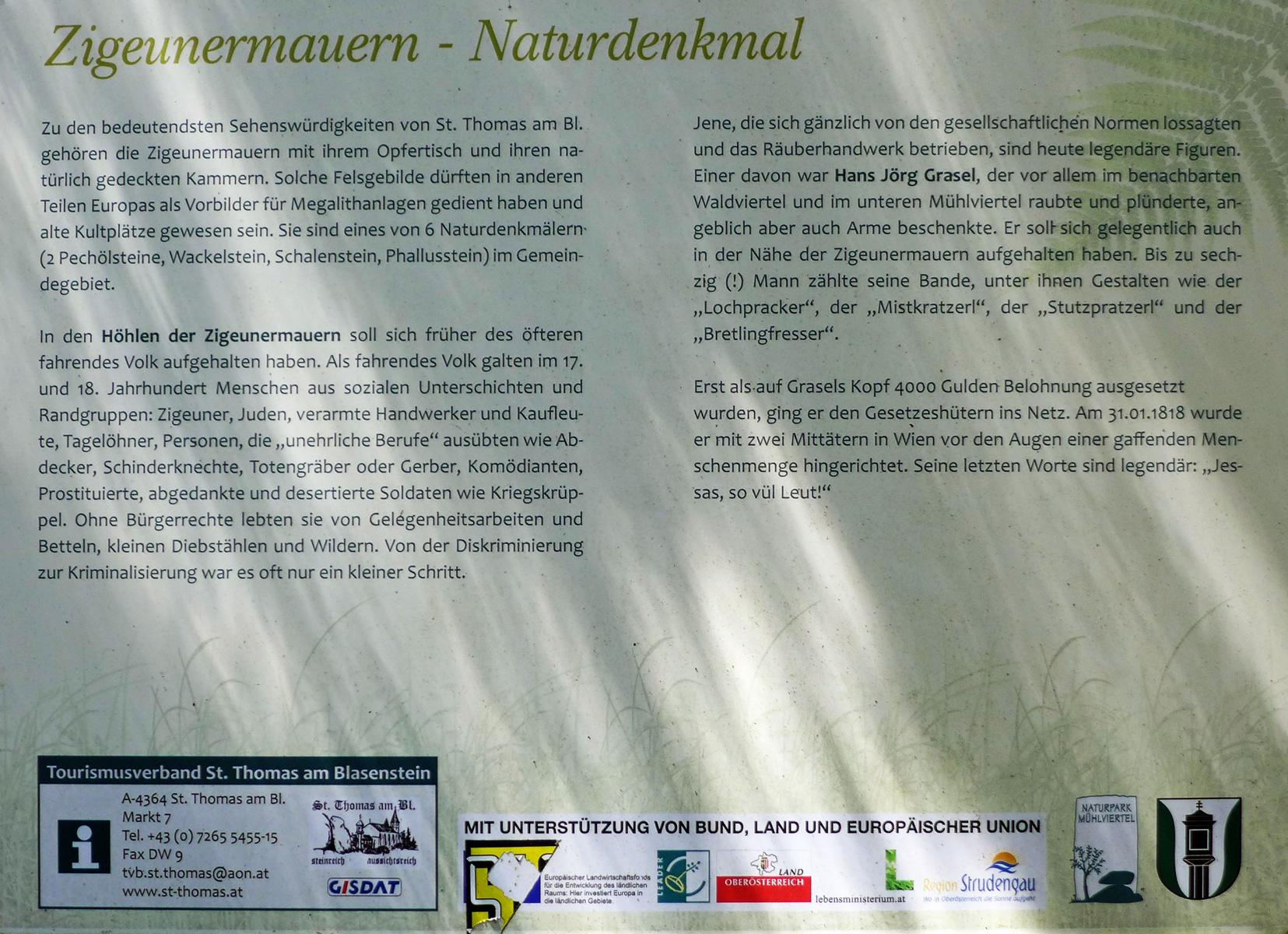
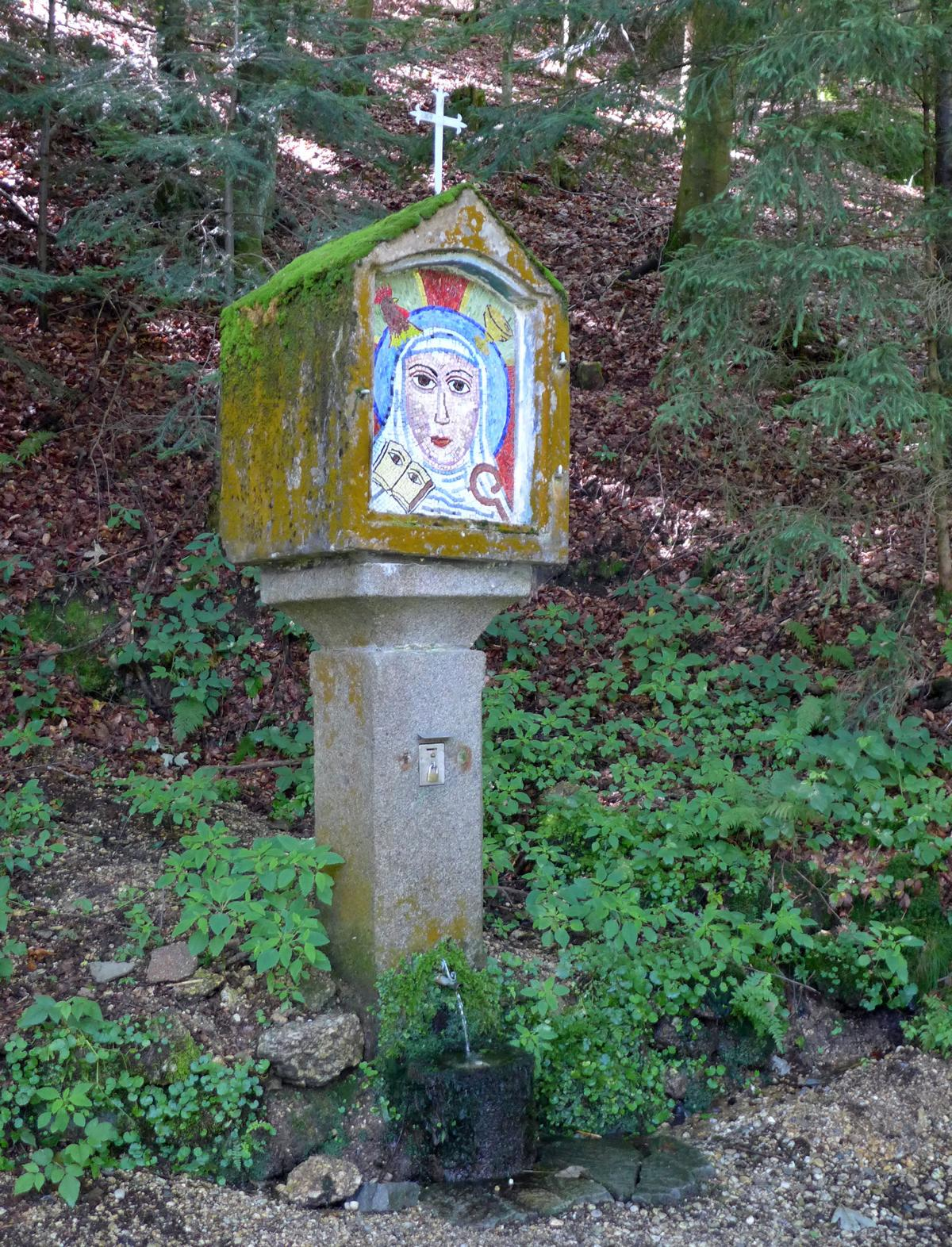
Augenbründl. Nördlich unterhalb der Zigeunermauern